# Pseudopallene chevron
Pseudopallene chevron là một loài nhện biển trong họ Callipallenidae. Loài này thuộc chi Pseudopallene. Pseudopallene chevron được miêu tả khoa học năm 2007 bởi Staples.